# Lista postaci serii Atak Tytanów
Poniżej znajduje się lista postaci występujących w mandze i anime Atak Tytanów.

## Główni bohaterowie

### Eren Jaeger
Seiyū: Yūki Kaji 

### Mikasa Ackermann
Seiyū: Yui Ishikawa 

### Armin Arlelt
Armin Arlelt (jap. アルミン・アルレルト Arumin Arureruto) – przyjaciel Erena i Mikasy z dzieciństwa, który, podobnie jak oni pochodzi z Shiganshiny. Ponieważ marzy o zobaczeniu zewnętrznego świata (poza murami), wraz z przyjaciółmi postanawia dołączyć do Korpusu Zwiadowczego. Pomimo braków w przygotowaniu praktycznym, swoje szkolenie w 104. Korpusie Treningowym zakończył jako jeden z czołowych kadetów, pod względem teoretycznym. Dzięki jego negocjacjom udało się uchronić Erena przed egzekucją z ręki Kittsa Wellmana. Dzięki zdolnościom dedukcji, odkrywa prawdziwą tożsamość Kobiecego Tytana. Podczas próby odbicia Shiganshiny, zostaje ciężko poparzony. Levi wstrzykuje mu serum tytana, dzięki któremu Armin zmienia się w niego i pożera Bertholdta Hoovera, zyskując zdolność przemiany w Kolosalnego Tytana.
Seiyū: Marina Inoue 

## 104. Korpus treningowy

### Conny Springer
Conny Springer (jap. コニー・スプリンガー Konī Supuringā) – jeden z członków Korpusu Zwiadowczego, pochodzący z wioski Ragako. Według Keitha Shadisa, jest zdolny jeśli chodzi o manewry przestrzenne, jednak popełnia błędy strategiczne. Swoje szkolenie w Korpusie Treningowym ukończył na ósmym miejscu. Podczas rzekomego przełamania muru Rose, cała jego rodzina została zamieniona w tytanów, przez Zwierzęcego Tytana.
Seiyū: Hiro Shimono 

### Sasha Braus
Sasha Braus (jap. サシャ・ブラウス Sasha Burausu) – jedna z członkiń Korpusu Zwiadowców, pochodząca z wioski Dauper, gdzie mieszkała wraz z ojcem – myśliwym. Swoje szkolenie w Korpusie Treningowym ukończyła na dziewiątym miejscu. Jej kompulsywny apetyt spowodował, że przyjaciele nazwali ją ziemniaczaną dziewczyną (jap. 芋女 Imo Onna).
Seiyū: Yū Kobayashi 

### Jean Kirschtein
Jean Kirschtein (jap. ジャン・キルシュタイン Jan Kirushutain) – jeden z członków Korpusu Zwiadowców, pochodzący z Trostu. Od samego początku chciał dołączyć do Żandarmerii, by żyć za murem Sina. Z tego powodu często dochodziło do tarć pomiędzy nim a Erenem. Swoje szkolenie w Korpusie Treningowym ukończył na piątym miejscu. Po śmierci swojego przyjaciela Marca Bodta (który poznał tożsamość Reinera, Bertholdta i Annie i został przez nich celowo pozostawiony na śmierć), Jean decyduje się dołączyć do Zwiadowców.
Seiyū: Kishō Taniyama 

### Ymir
Ymir (jap. ユミル Yumiru) – jedna z członkiń Korpusu Zwiadowców. Zanim wstąpiła do wojska, spędziła około 60 lat, żyjąc jako bezmyślny tytan, dopóki nie pożarła Marcela Galliarda, posiadającego moc zmiany w Szczękowego Tytana (jap. 顎の巨人 Agito no Kyojin). Jest bliską przyjaciółką Christy i pomaga jej zająć wysokie miejsce w trakcie szkolenia. Po sprzymierzeniu się z Reinerem i Bertholdtem, żyje poza murami. Zostaje pożarta przez Porco Galliarda, brata Marcela, który chciał posiąść jej moc.
Seiyū: Saki Fujita 

### Marco Bott
Marco Bott (jap. マルコ・ボット Maruko Botto)
Seiyū: Ryōta Ōsaka 

## Wojsko Paradis

### Erwin Smith
Erwin Smith (jap. エルヴィン・スミス Eruvin Sumisu) – trzynasty dowódca Korpusu Zwiadowczego. Jako dziecko, wraz z ojcem, chciał koniecznie poznać tajemnice świata zewnętrznego, co doprowadziło do śmierci rodzica. Z tego powodu postanowił wstąpić do Korpusu Zwiadowczego, gdzie był zaufanym podkomendnym dwunastego dowódcy Keitha Shadisa. Jeszcze przed objęciem przywództwa zwerbował Levi’a Ackermanna. Orientując się, ze wysiłki w walce z tytanami są sabotowane przez rodzinę królewską, Erwin zaplanował przeprowadzenie rewolucji. Przygotował także wyprawę w celu odbicia muru Maria. Został śmiertelnie ranny w walce ze Zwierzęcym Tytanem i wkrótce potem umarł.
Seiyū: Daisuke Ono 

### Hange Zoë
Hange Zoë (jap. ハンジ・ゾエ Hanji Zoe) – czternasta dowódczyni Korpusu Zwiadowczego. Została wyznaczona przez Erwina Smitha na jego następcę, w razie jego śmierci. Wcześniej dowodziła pododdziałem i zajmowała się badaniami tytanów. W anime przedstawiona jest jako kobieta, jednak w mandze płeć Hange nie została nigdy sprecyzowana, co, jak podaje na swoim blogu autor, jest celowym zabiegiem.
Seiyū: Romi Paku 

### Hannes
Hannes (jap. ハンネス Hannesu) – członek Korpusu Stacjonarnego, który uratował Erena i Mikasę przed Uśmiechniętym Tytanem w Shiganshinie. Od lat przyjaźnił się z rodziną Jaegerów, odkąd doktor Grisha Jaeger uratował jego żonę w czasie zarazy. Był także członkiem wyprawy poza mur, by odbić Erena z rąk Reinera i Bertholdta. Podczas tej wyprawy zginął z ręki Uśmiechniętego Tytana.
Seiyū: Keiji Fujiwara 

### Dott Pyxis
Dott Pyxis (jap. ドット・ピクシス Dotto Pikushisu) – generał Korpusu Stacjonarnego, najwyższy dowódca południowych terenów, wśród których znajduje się dystrykt Trost. Dzięki jego interwencji Eren nie został stracony przez Kittsa Wellmana. Wsparł Erwina w operacji mającej na celu obalenie monarchii. Według Hajime Isayamy postać Dotta Pyxisa była wzorowana na generale Cesarskiej Armii Japońskiej Yoshifuru Akiyamie.
Seiyū: Masahiko Tanaka 

### Keith Shadis
Keith Shadis (jap. キース・シャーディス Kīsu Shadisu) – dowódca Korpusu Treningowego, odpowiedzialny za szkolenie rekrutów. W przeszłości pełnił rolę dwunastego dowódcy Korpusu Zwiadowczego. Był bliskim przyjacielem rodziców Erena.
Seiyū: Tsuguo Mogami 

### Darius Zackly
Darius Zackly (jap. ダリス・ザックレー Darisu Zakkurē) – zwierzchnik wszystkich rodzajów sił zbrojnych: Korpusu Zwiadowczego, Stacjonarnego i Żandarmerii. Podczas procesu Erena, przychyla się do wniosku Erwina, by przydzielić Jaegera do Korpusu Zwiadowców. Wspiera Erwina w próbie obalenia monarchii.
Seiyū: Hideaki Tezuka 

## Wojsko Mare

### Zeke Jaeger
Zeke Jaeger (jap. ジーク・イェーガー Jīku Yēgā) – syn Grishy Jaegera i jego pierwszej żony, Diny. Zdradził swoich rodziców, wyjawiając plany spisku rządowi Mare, przez co Jaegerowie zostali wygnani na Paradis, gdzie mieli pozostać bezmyślnymi tytanami. Zeke jest w posiadaniu mocy zmieniania się w Zwierzęcego Tytana (jap. 獣の巨人 Kemono no Kyojin). Posiada zdolność funkcjonowania w nocy i rozkazywania innym tytanom, jednak zdolność ta ogranicza się do tytanów stworzonych przy użyciu jego płynu rdzeniowego. W formie tytana potrafi także mówić ludzkim głosem.
Seiyū: Takehito Koyasu 

### Reiner Braun
Reiner Braun (jap. ライナー・ブラウン Rainā Buraun) – początkowo jeden z członków Korpusu Zwiadowczego, przyjaciel Bertholdta Hoovera, który podobnie jak on pochodzi ze strefy Liberio. Swoje szkolenie w Korpusie Zwiadowczym ukończył na drugim miejscu. Jest w posiadaniu mocy zmieniania się w Opancerzonego Tytana (jap. 鎧の巨人 Yoroi no Kyojin). Podczas jego życia wewnątrz murów Reiner doznał rozdwojenia osobowości – w jednej chwili był wzorowym żołnierzem broniącym murów, by po chwili przypomnieć sobie, że jest wojownikiem walczącym po przeciwnej stronie. Było to spowodowanego wyrzutami sumienia w związku ze śmiercią mieszkańców Marii, których początkowo uważał za „diabłów”. Po ujawnieniu tożsamości staje się jednym z głównych antagonistów serii. Seiyū: Yoshimasa Hosoya

### Bertholdt Hoover
Bertholdt Hoover (jap. ベルトルト・フーバー Berutoruto Fūbā) – jeden z członków Korpusu Zwiadowczego, przyjaciel Reinera Brauna, który podobnie jak on pochodzi ze strefy Liberio. Swoje szkolenie w Korpusie Treningowym ukończył na trzecim miejscu. Jest w posiadaniu mocy zmieniania się w Kolosalnego Tytana (jap. 超大型巨人 Chō-ōgata Kyojin). Wraz z Reinerem jest odpowiedzialny za upadek muru Maria w 845 roku. Podczas oblężenia Shiganshiny, zostaje pożarty przez Armina, któremu wcześniej podano serum tytanów.
Seiyū: Tomohisa Hashizume

### Annie Leonhart
Annie Leonhart (jap. アニ・レオンハート Ani Reonhāto) – jedna z członkiń Żandarmerii, pochodząca z Liberio, podobnie jak Reiner i Bertholdt. Swoje szkolenie w Korpusie Treningowym ukończyła na czwartym miejscu. Jest w posiadaniu zdolności zmieniania się w Kobiecego Tytana (jap. 女型の巨人 Megata no Kyojin). Jest odpowiedzialna za śmierć dwóch złapanych tytanów, Beana i Sawneya. Zostaje zdemaskowana w dystrykcie Stohess, gdzie przegrywa walkę z Erenem. Zamknęła wówczas własne ciało w krysztale, by uniemożliwić przesłuchanie. Seiyū: Yū Shimamura 

## Inni

### Historia Reiss
Historia Reiss (jap. ヒストリア・レイス Hisutoria Reisu) – królowa, była członkini Korpusu Zwiadowców. Na kilka lat przyjęła fałszywe imię i nazwisko – Christa Lenz (jap. クリスタ・レンズ Kurisuta Renzu). Jest nieślubną córką Roda Reissa. Swoje szkolenie w Korpusie Treningowym ukończyła na dziesiątym miejscu. Jej bliską przyjaciółką była Ymir, dzięki której Historia zajęła tak wysokie miejsce w czasie szkolenia.
Seiyū: Shiori Mikami 

### Nick
Nick (jap. ニック Nikku) – duchowny Kościoła Murów, który wierzy, że mury są świętym darem od Boga i nie wolno ich w żaden sposób modyfikować. Po walce Erena z Annie w dystrykcie Stohess, wyszło na jaw, że wiedział on o tym, że mury są zbudowane z tytanów. Mimo tego odmówił udzielenia jakichkolwiek informacji na ten temat Hange. Ostatecznie wyjawił, że w poszukiwaniu wiedzy, zwiadowcy powinni zwrócić się do Christy. Został potem przeniesiony do koszar Korpusu Zwiadowczego, gdzie został zamordowany przez Djela Sannesa.
Seiyū: Tomohisa Asō 

### Grisha Jaeger
Grisha Jaeger (jap. グリシャ・イェーガー Gurisha Yēgā) – lekarz, ojciec Erena i mąż Carli, mieszkający w Shiganshinie. Pochodził ze strefy Liberio i był eldianinem. Żyjąc tam poślubił Dinę Fritz, która urodziła mu syna, Zeke’a. Po zdradzie Zeke’a, Jaegerowie zostali zmienieni w bezmyślnych tytanów i zesłani na Paradis. Grisha został jednak uratowany przez Erena Krugera i rozpoczął nowe życie w Shiganshinie, gdzie poślubił Carlę i wychował Erena. Wszczepił Erenowi moc przemiany w tytana, tak by syn mógł go pożreć i zyskać moc koordynatu.
Seiyū: Hiroshi Tsuchida 

### Kenny Ackermann
Kenny Ackermann (jap. ケニー・アッカーマン Kenī Akkāman) – wuj Levi’a, który wychował go po śmierci matki. W przeszłości był seryjnym mordercą, przez co uzyskał przydomek Kenny Rozpruwacz (jap. 切り裂きケニー Kirisaki Kenī). Był członkiem Żandarmerii, który specjalizował się w walce z członkami Korpusu Zwiadowczego, używając do tego specjalnie przygotowanego sprzętu. Gdy dowiedział się o planach Roda wobec Christy, stanął po stronie Erena. Po przemianie Roda w tytana, Kenny został śmiertelnie ranny i w ostatnich chwilach życia przekazał serum tytanów Levi’owi.
Seiyū: Kazuhiro Yamaji 

### Rod Reiss
Rod Reiss (jap. ロッド・レイス Roddo Reisu) – król w latach 845–850 i ojciec Historii z nieformalnego związku ze służącą Almą. Aby zapewnić bezpieczeństwo córce, wysłał ją na szkolenie do Korpusu Zwiadowców, pod zmienionym nazwiskiem. Po latach usiłował przekonać Historię do wstrzyknięcia serum tytana i pożarcia Erena. Gdy córka odmówiła, Rod sam przemienia się w tytana i staje do walki. Zginął z ręki Historii, po walce z oddziałem zwiadowców.
Seiyū: Yusaku Yara 

### Carla Jaeger
Carla Jaeger (jap. カルラ・イェーガー Karura Yēgā) – druga żona Grishy Jaegera i matka Erena. W przeszłości była kelnerką w Shiganshinie. Poznała tam Grishę, który uratował ją i wielu innych w czasie zarazy. Została pożarta przez Uśmiechniętego Tytana, w czasie upadku muru Maria.
Seiyū: Yoshino Takamori 

### Dina Jaeger
Dina Jaeger (jap. ダイナ・イェーガー Daina Yēgā) / Dina Fritz (jap. ダイナ・フリッツ Daina Furittsu) – pierwsza żona Grishy Jaegera i matka Zeke’a. Pochodziła ze strefy Liberio i była Eldianką. Po zdradzie Zeke’a, Jaegerowie zostali zmienieni w bezmyślnych tytanów i zesłani na Paradis. Jest odpowiedzialna za śmierć Carli i Hannesa.
Seiyū: Nozomi Kishimoto 